# 李喬楠
李喬楠（？—？），字材達，福建泉州府晉江縣人，民籍，明朝政治人物、進士出身。

## 生平
福建鄉試第七十五名，后參加會試第一百四十五名。萬曆二年，登進士第二甲第六十四名。
曾祖父李德峻；祖父李河；父親李伯成，曾任所吏目。母葉氏；繼母傅氏。